# Internal Revenue Service
L'Internal Revenue Service (IRS) és l'agència federal del Govern dels Estats Units, encarregada de la recaptació fiscal i del compliment de les lleis tributàries. Constitueix una agència enquadrada en el Departament del Tresor dels Estats Units i també és responsable de la interpretació i aplicació de les lleis fiscals de caràcter federal.

## Història
El juliol de 1862, durant la Guerra Civil, el president Lincoln i el Congrés, van crear l'oficina de Commissioner of Internal Revenue i van promulgar un impost sobre la renda per pagar les despeses de guerra. La figura del Comissionat subsisteix encara avui com a màxim responsable de l'Internal Revenue Service.
Ja l'any 1918, la Bureau of Internal Revenue va començar a utilitzar la denominació de "Internal Revenue Service" en un formulari d'impostos. El canvi de nom es va formalitzar el 1953 per decisió del Departament del Tresor. Actualment, el comissionat de l'IRS i Consell principal d'Assessors són elegits pel President i confirmats pel Senat dels Estats Units.

## Organismes similars en altres països
- Agència Tributària de Catalunya a Catalunya.

- Servicio de Impuestos Internos a Xile.
- Canada Revenue Agency al Canadà.
- Agència Estatal de l'Administració Tributària a Espanya.
- Servicio de Administración Tributaria (SAT), a Mèxic.
- HM Revenue and Customs al Regne Unit.